# Hyposoter posticae
Hyposoter posticae là một loài tò vò trong họ Ichneumonidae.